# Norbert z Xantenu
Svatý Norbert z Xantenu (kolem 1082 Gennep nebo Xanten – 6. června 1134 Magdeburg) byl německý kněz, arcibiskup magdeburský a zakladatel premonstrátského řádu.

## Život

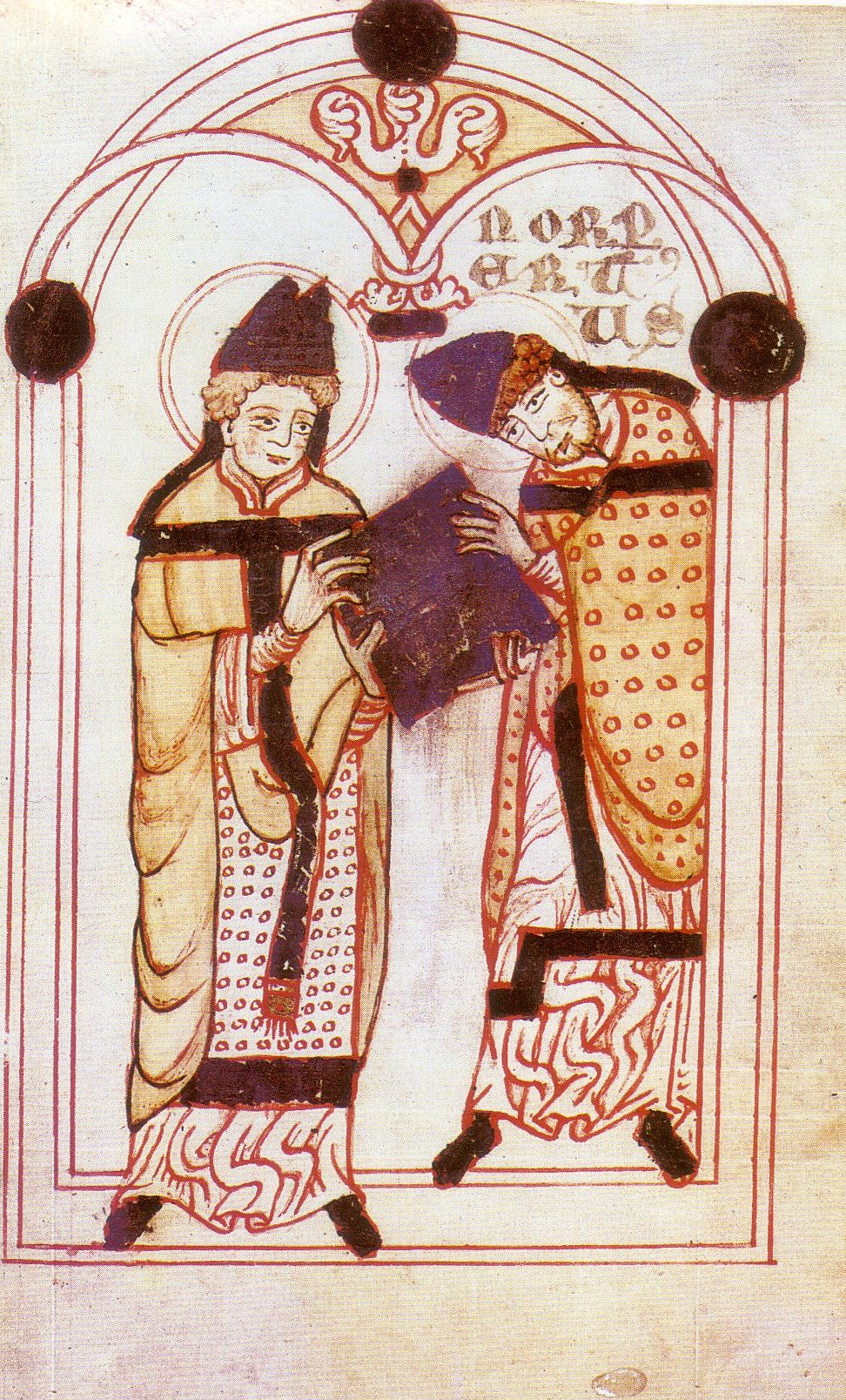
sv. Augustin předává Norbertovi svá řeholní pravidla, miniatura z prvního Norbertova životopisu, asi 1140

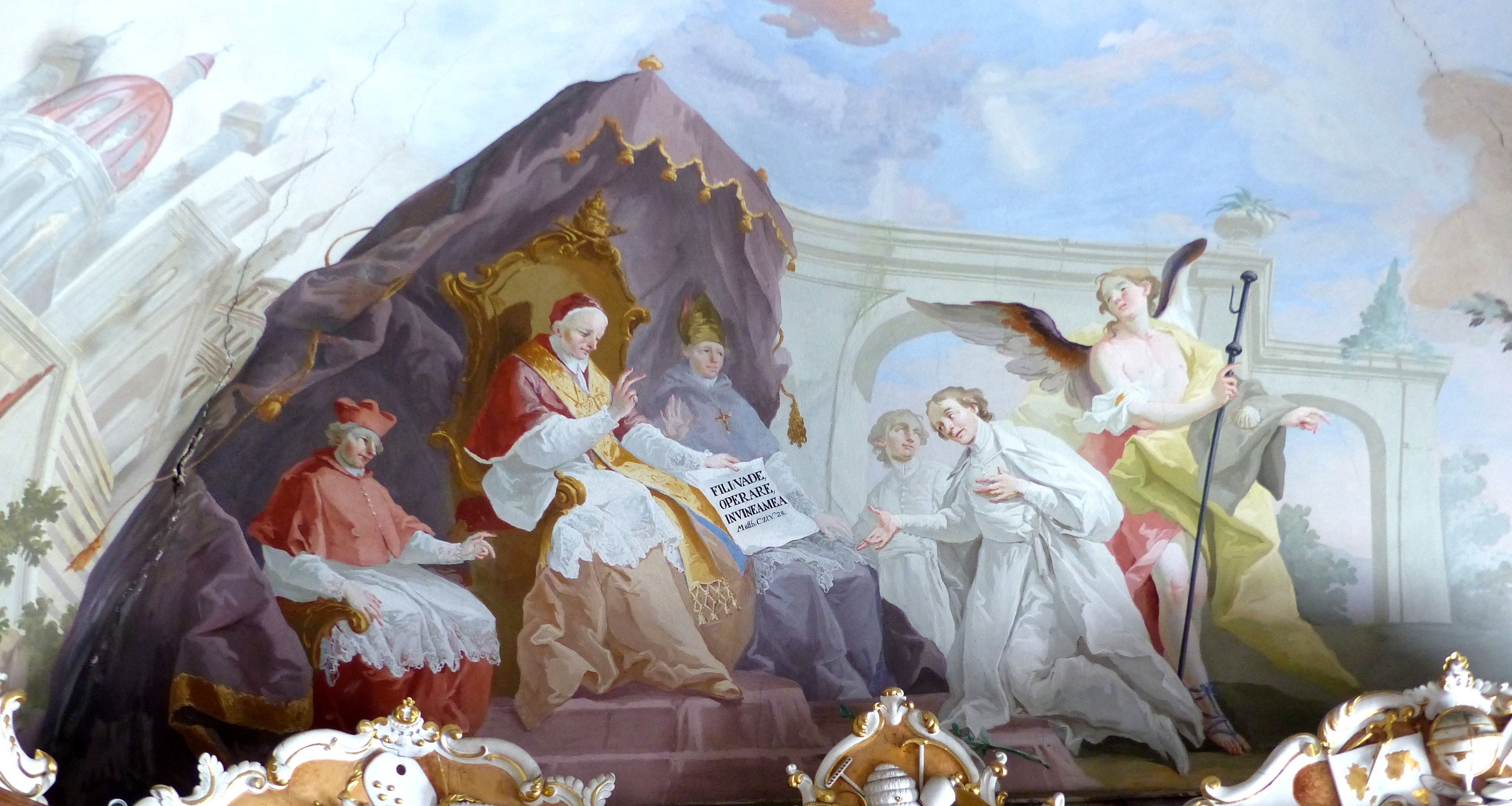
Ignác Mayer: Papež Honorius II. potvrzuje Norbertovi řádová pravidla, freska, 1774, Klášterní knihovna Nová Říše

Norbert se narodil mezi léty 1082 až 1085 ve Vestfálsku na hradě Gennep jako syn rytíře, patrona kláštera sv. Viktora v Xantenu. Žil typický život světského šlechtice a boháče své doby, až do příhody z roku 1115. Tehdy před Norberta při jízdě na koni udeřil blesk a on z koně spadl. Poté uslyšel shůry hlas, který ho káral za hříšné chování v dosavadním životě. Norbert se obrátil k hluboké víře, otázkou je, zda v té době již měl nižší kněžské svěcení podjáhna nebo byl mnichem. Za kněze jej označuje nejstarší legenda z doby kolem roku 1140. Mnich vyobrazený v bílé kutně na nejstarší dochované středověké italské fresce v sakristii kostela San Severo v Orvietu má popisku se jménem, které lze číst Norbert nebo Robert, bílá barva oděvu vyznačovala premonstráty i cisterciáky. Také na grafickém listu z kláštera ve Schläglu je Norbert vyobrazen jako mnich bez monstrance, později charakteristického poznávacího atributu.
Po zázračném pádu se obrátil k duchovnímu životu, dal se vysvětit na kněze a stal se potulným kazatelem. Roku 1120 se spolu s několika následovníky usadil na pustém místě v severovýchodní Francii, později zvaném Prémontré. Toto společenství se stalo základem premonstrátského řádu, založeného na pravidlech řehole sv. Augustina. Roku 1126 byl Norbert jmenován arcibiskupem v Magdeburgu, kde také po několikaletém působení zemřel přirozenou smrtí v pověsti svatého muže. Roku 1215 byl prohlášen za blahoslaveného a těšil se lokální a řádové úctě. Během Tridentského koncilu byl jeho duchovní přerod vyhodnocen jako zázrak eucharistie, v roce 1582 byl svatořečen a nadále zobrazován s monstrancí jako symbolem eucharistie, s palliem biskupa a berlou s dvojitým patriarším křížem jako znameními katolické církevní autority.

## Přenesení ostatků do Prahy
Když se Magdeburg přiklonil k protestantství, získal strahovský opat Kašpar z Questenberka ostatky světce pro Prahu. Císař zaštítil jeho iniciativu a poručil i Albrechtovi z Valdštejna, aby byl translaci nápomocen asistencí svého vojska. Tělo bylo ve slavném procesí na přelomu roku 1626 a 1627 přeneseno na Strahov, a tak byl Strahovský klášter povýšen na prvořadé evropské centrum premonstrátského řádu.
Opat uspořádal na oslavu přenesení triumfální slavnosti. V průvodu 2. května 1627 nechyběly prapory s obrazy, slavobrány s pohyblivými figurami, hudba, ani divadlo. Pro náhrobek dal adaptovat a nově vysvětil dosavadní postranní kapli sv. Voršily a jejích družek, v ní dal zbudovat stříbrný sarkofág sv. Norberta pod knížecí korunou na sloupech a kapli uzavřít stříbrnou mříží. Do strahovské baziliky objednal v dílně malíře Jana Jiřího Heringa cyklus 10 obrazů se scénami ze života, zázraků a smrti sv. Norberta. Pro budoucí paměť vydal jak ilustrované knihy, tak medaili od Donáta Starcka, kterou dal při slavnosti rozhazovat mezi lid. Pražští premonstráti si také na papeži vymohli, aby zakázal ze světcových kostí odebírat relikvie, což bylo dodržováno až do 19. století. Při uložení ostatků sv. Norberta jej kardinál Harrach přičlenil k českým zemským patronům.

## Úcta
Svátek slaví římskokatolická církev 6. června. Sv. Norbert je uctíván jako zakladatel a patron řádu premonstrátů a premonstrátek, spolupatron českých zemí a Belgie, měst Magdeburg, Xanten a Prémontré, také v katolických oblastech Německa, v premonstrátských klášterech na Slovensku (Jasov), v Maďarsku a v Rakousku (Schlägl), v Itálii, Francii a v Belgii (arcidiecéze Antverpy a Lutych).
Patří k typickým světcům protireformace, Vita Sancti Norberti z pera Chrysostoma van der Sterre byla vytištěna až roku 1622.

### Ikonografie
Sv. Norbert bývá jako jediný mužských světec vyobrazen s monstrancí buď v bílé řádové kutně kanovníka řádu premonstrátů, nebo v biskupském plášti s mitrou, palliem a patriarší berlou.
Cyklus maleb ze světcova života často zobrazují Norbertův pád z koně, Norbertovu zbožnou matku, jeho jáhenské svěcení a kázání, heretika Tanchelma a jeho pokoření, zázraky a pokojnou smrt.

### Památky před Tridentem
- Náhrobní deska a oltář v kostele Panny Marie (Liebfrauenkirche) v Magdeburgu, zde se traduje, že Čechům v roce 1626 nebyly vydány pravé ostatky sv. Norberta, že zůstaly na původním místě pohřbu
- Oltářní křídlo z Altengönny v Duryňsku (kolem 1500),
- oltářní obraz v klášteře Mansfeld v Sasku,
- sklomalba na zámku Stolzenfels z počátku 16. století.

### Památky potridentské
- Cornelis de Vos: Občané města Utrecht vracejí sv. Norbertovi monstranci a liturgické nádobí, které mu uloupil kacíř Tanchelm, olejomalba, Antverpy, Muzeum krásných umění
- Michiel van der Voort: Kazatelna s dřevořezbou pádu sv. Norberta z koně, 1721–1723, katedrála sv. Rumbolda v Mechelen
- Jiří Vilém Neunhertz: Nástěnné malby v opatství v Schussenriedu (Švábsko)

České:
- Jan Jiří Hering a dílna: Cyklus ze života a zázraků sv. Norberta, 10 olejomaleb, 1626–1628, Bazilika Nanebevzetí Panny Marie (Strahov)
- Václav Raussel a Zachariáš Bossi: Sloup se sochou sv. Norberta s heretikem Tanchelmem u nohou; před kostelem Strahovského kláštera
- František Preiss: Socha v katedrále sv. Víta na Pražském hradě
- Jan Antonín Quitainer: Socha nad západní vstupní branou Strahovského kláštera
- Ignác Mayer: Cyklus nástropních fresek ze života sv. Norberta, klášterní knihovna v Nové Říši
- Jan Kryštof Liška: Oltářní obraz v klášterním kostele premonstrátek v Doksanech
- Kosma Damian Asam: Sv. Norbert monstrancí oslepuje heretiky, freska v kostele na Bílé Hoře
- Antonín Stevens: Oltářní obraz Čeští patroni, olejomalba, Národní galerie v Praze
- Johann Kašpar Süssner nebo Johann Wirkner: Socha sv. Norberta, pískovec (1704), Tepelský klášter
- Ondřej Schweigl: Socha sv. Norberta na hlavním oltáři Kostela Nanebevzetí Panny Marie v Brně-Zábrdovicích)

Kostely, kaple, ústavy:
- Kostel svatého Norberta (Střešovice)
- Norbertinum – teologický seminář s kaplí sv. Norberta v Praze 1, zbořen při asanaci r. 1928
- Kaple v Ochozu u Brna,
- kaple v bazilice na Svatém Kopečku
- Kaple v kostele v Sepekově

## Galerie

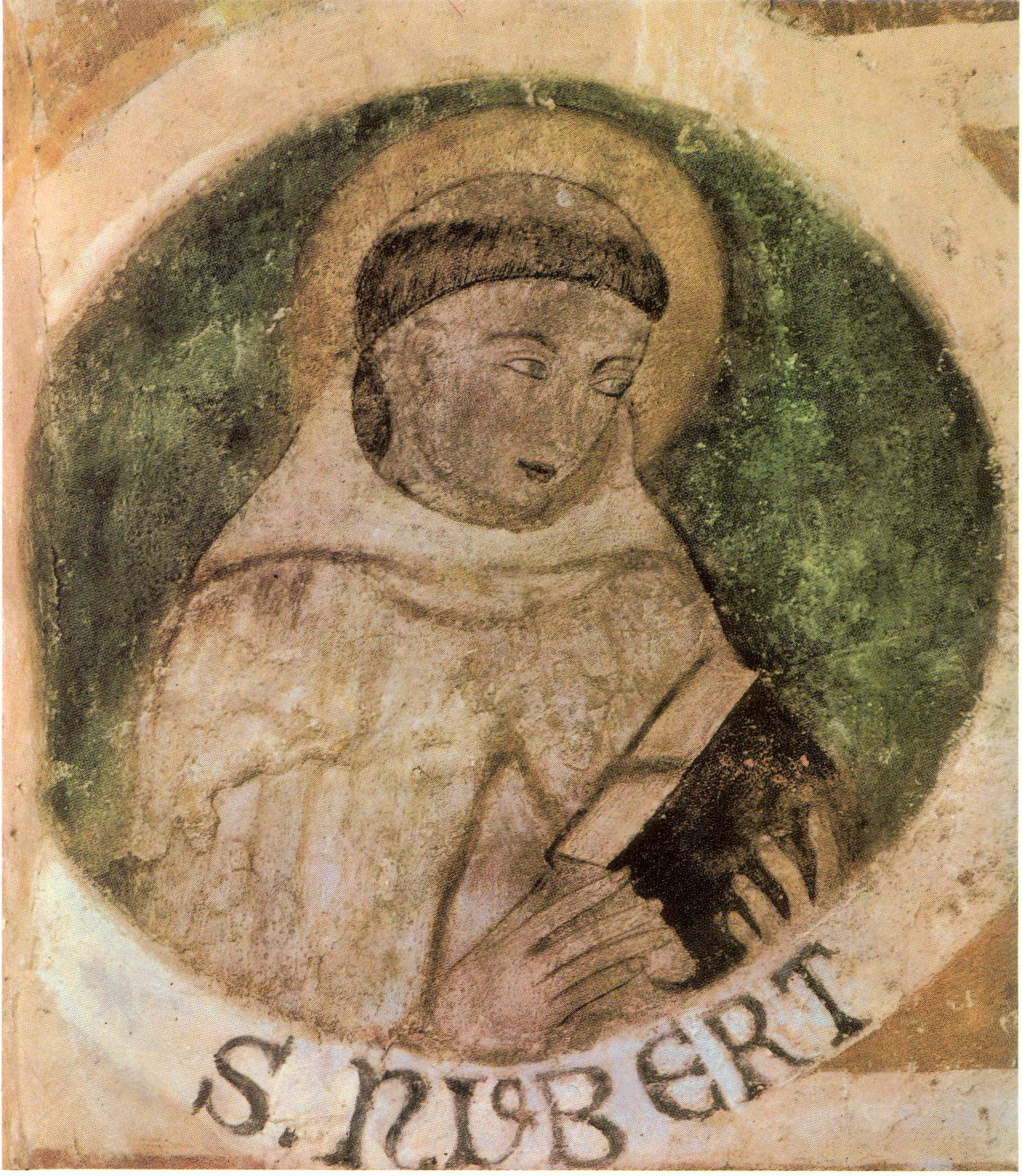
Sv. Norbert mnich, freska, Orvieto, 14. století
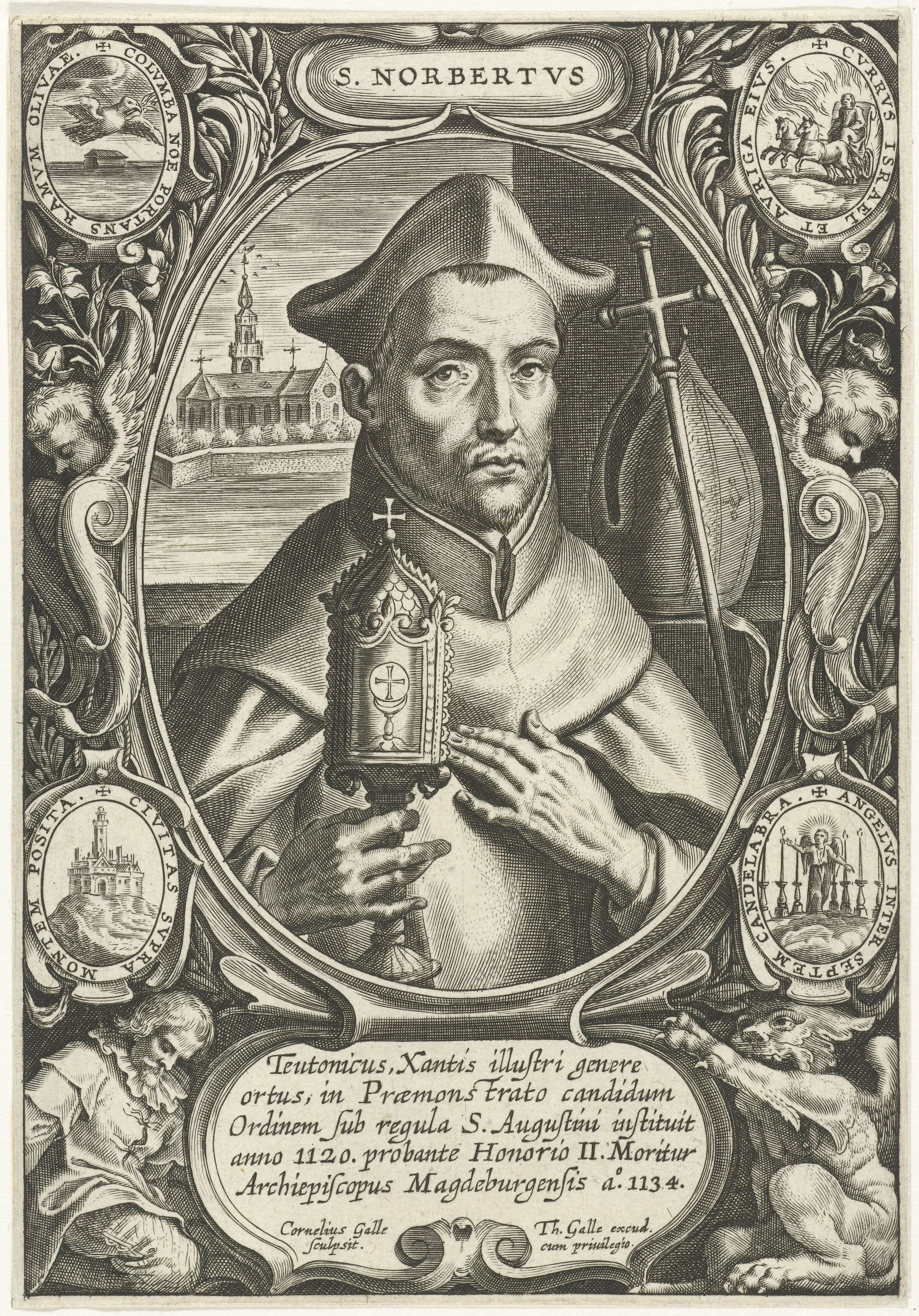
Devoční obrázek, C. a Th. Galle podle Rubense
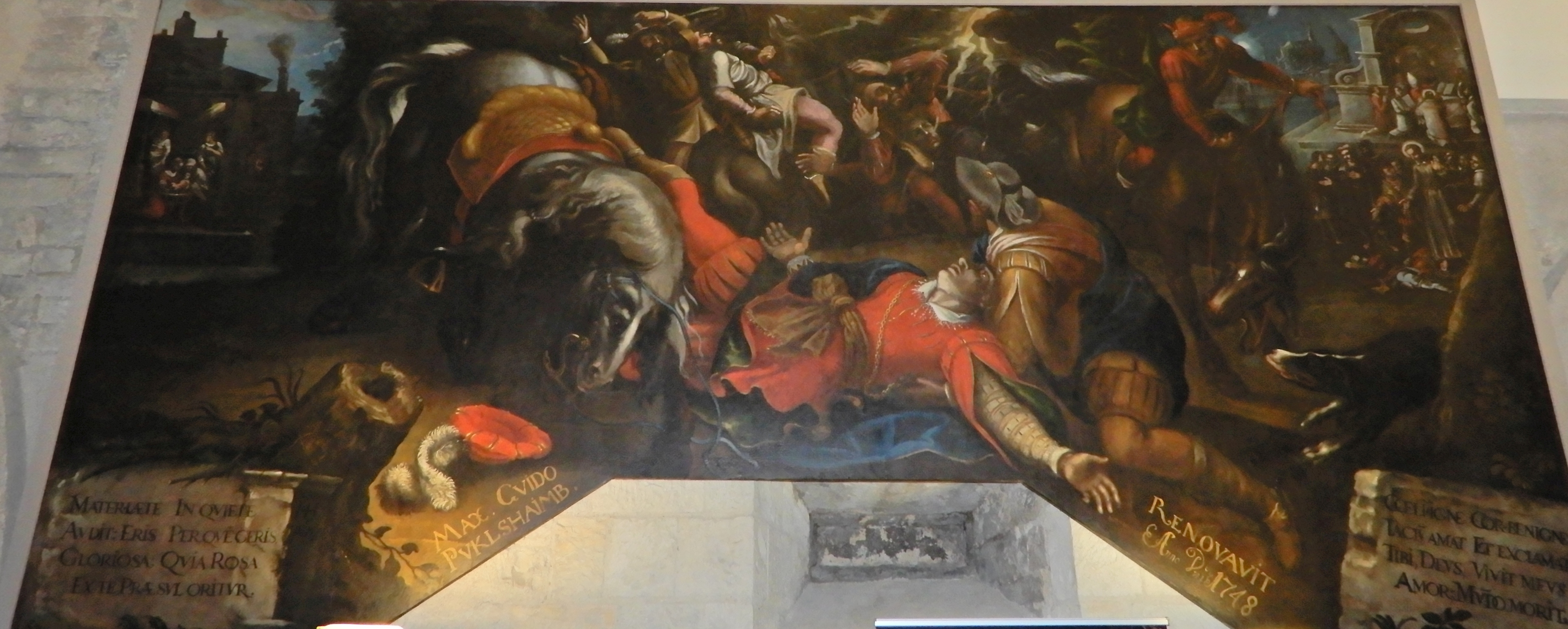
J.J. Hering: Obrácení sv. Norberta na víru, Strahov
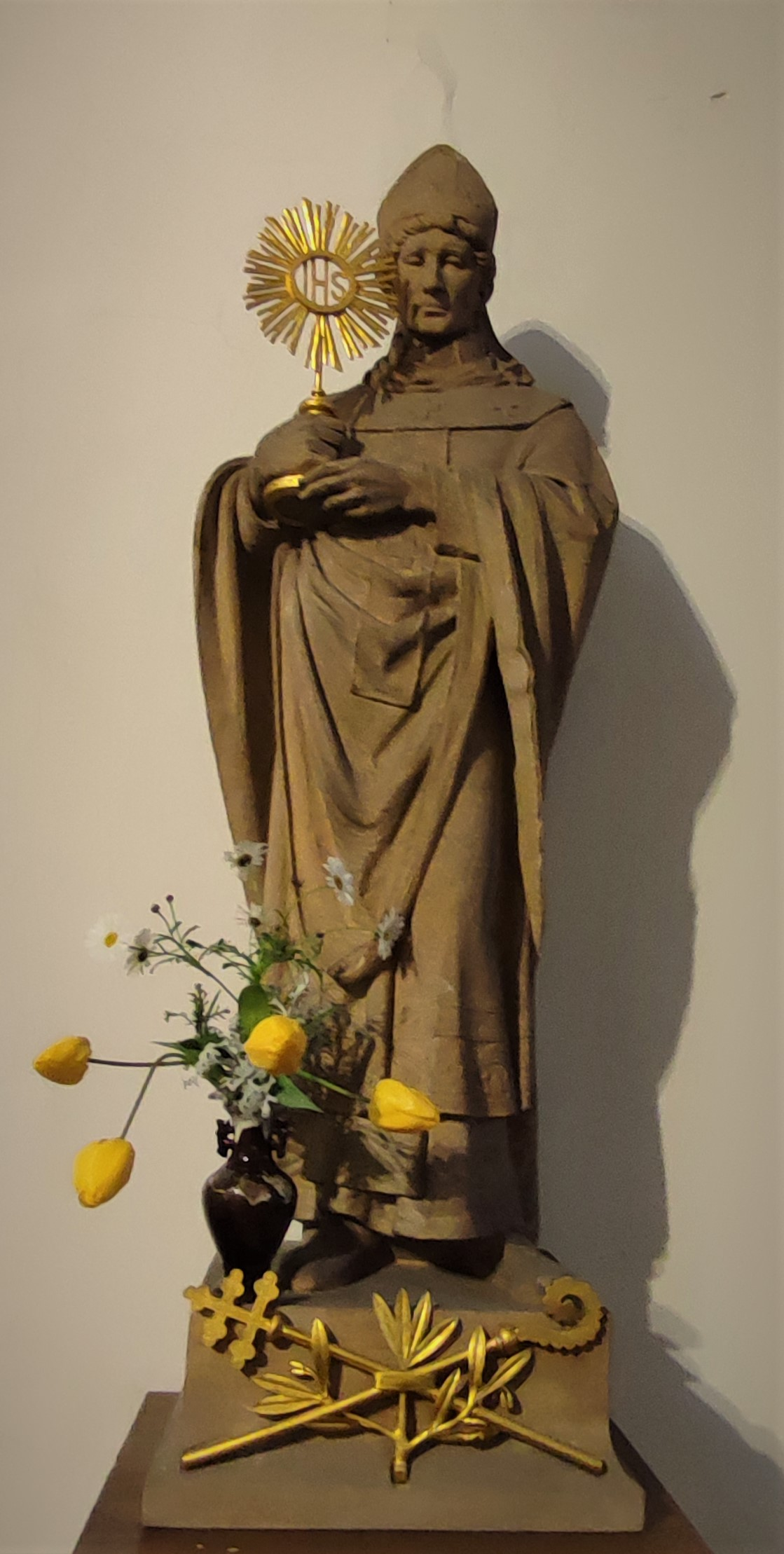
J. Rada: Socha sv. Norberta z Norbertina
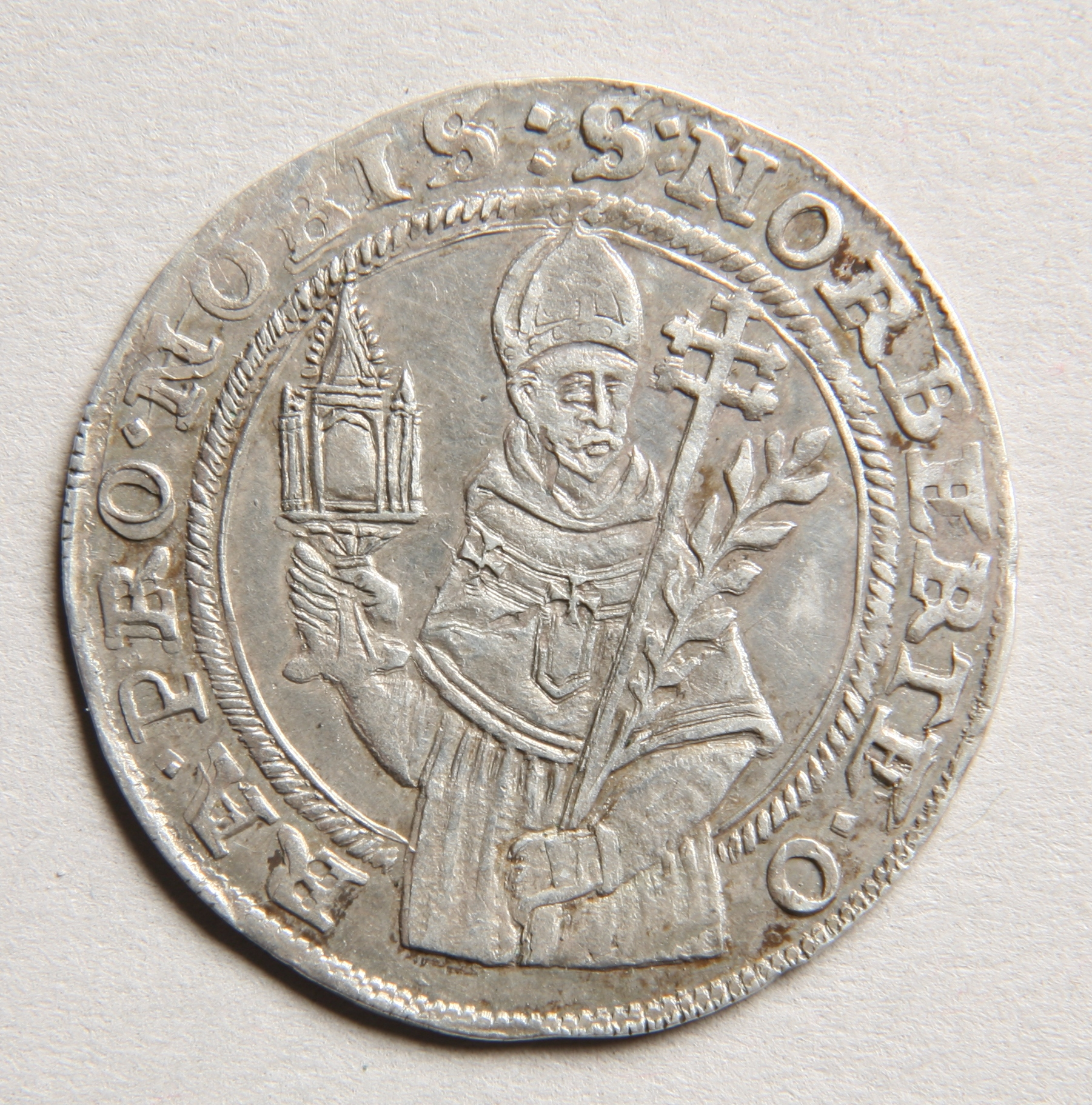
Donát Starck: Avers medaile k přenesení těla
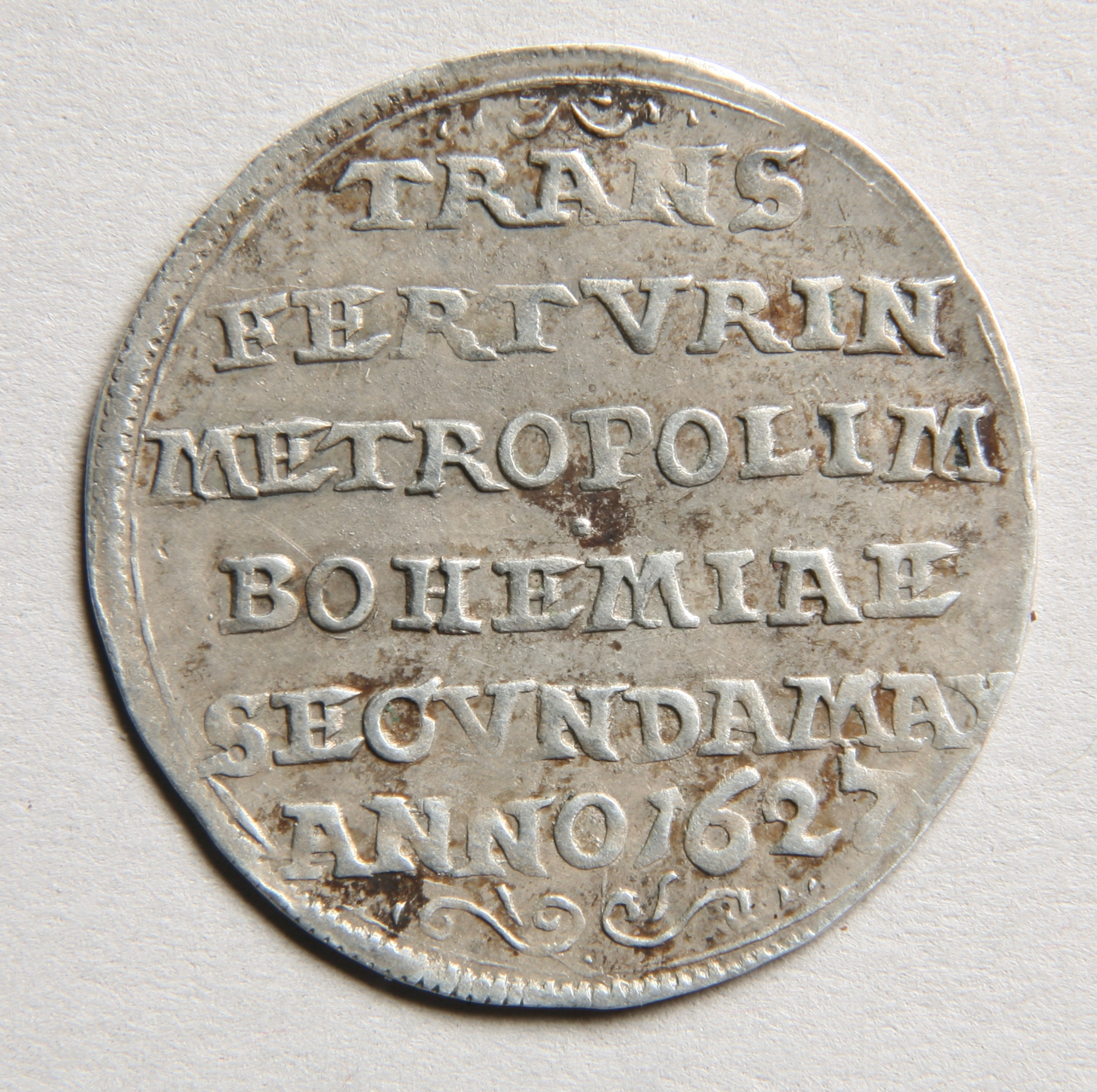
Revers téže medaile (1627)